# 에이미 로웰

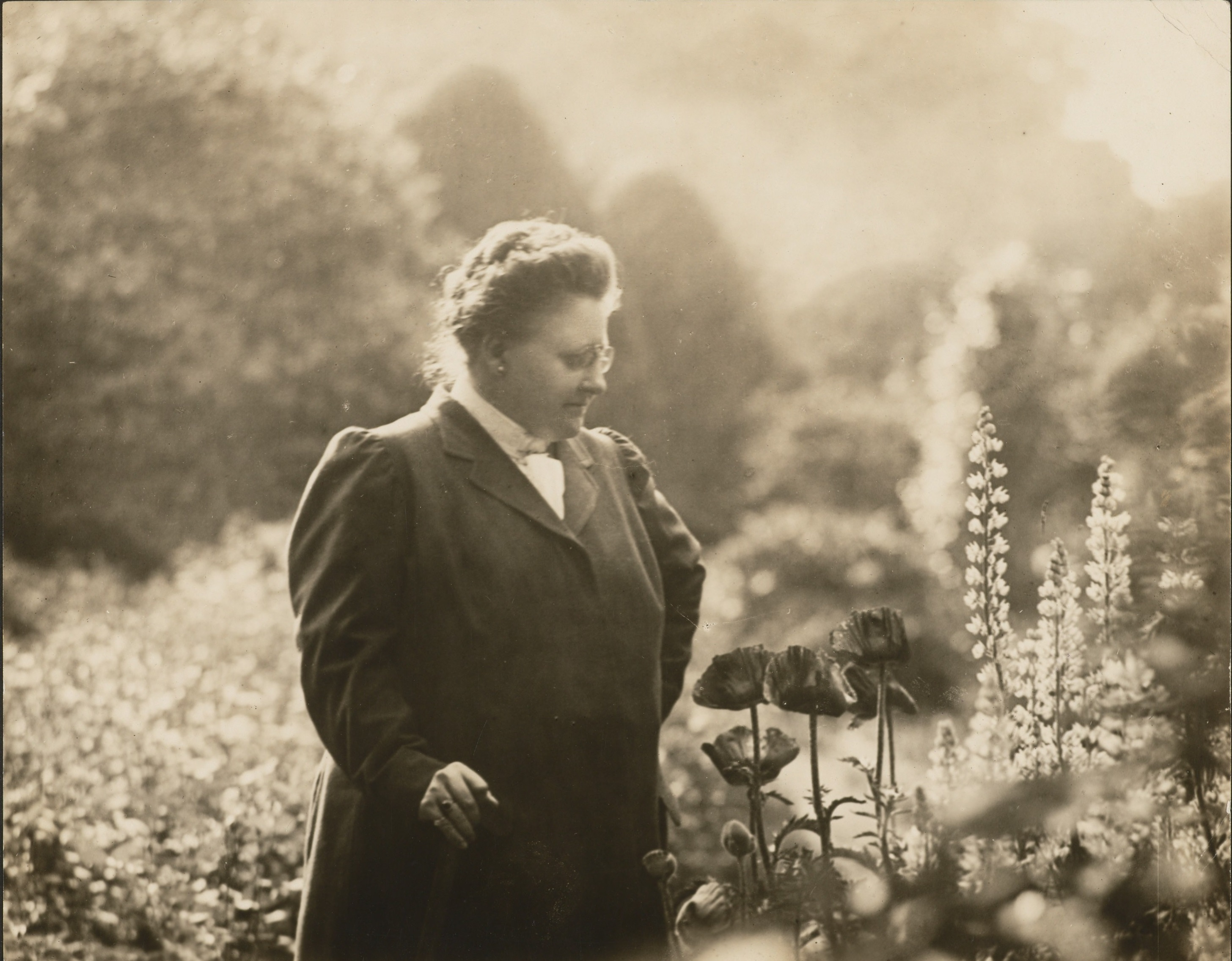
1916년 경

에이미 로웰(Amy Lowell, 1874년 2월 9일 ~ 1925년 5월 12일)은 미국의 여류시인이다.
매사추세츠주 명문 출신으로 파운드가 중심이 되어 주창한 ‘이미지즘 운동’에 참가, 곧 이어 지도자가 되었다. <칼날과 양귀비 열매>(1914), <남자와 여자, 그리고 유령>(1916) 등의 시집이 있으며, 주로 자유시 형식을 사용했다. 평론으로서는 <존 키츠전(傳)>(1925), <근대 미국시(詩)의 여러 경향>(1917) 등이 있다.